# プリンセスルーニー
プリンセスルーニー (Princess Rooney) はアメリカ合衆国の競走馬、繁殖牝馬である。1984年のブリーダーズカップ・ディスタフに優勝した。

## 略歴
1982年の2歳時は6戦6勝でフリゼットステークスを勝利。3歳時（1983年）はケンタッキーオークスなど6戦5勝。4歳時（1984年）は9戦6勝で、最終戦のブリーダーズカップディスタフは7馬身差の圧勝だった。同年にはエクリプス賞最優秀古馬牝馬を受賞した。
翌1985年に繁殖牝馬となり、同年ダンジグの仔を受胎したままキーンランド・ノベンバーセールに上場されると550万ドルという史上3番目の高値でテキサス州のジョージ・オービンに売却された。しかし繁殖成績は振るわず、10年後にケンタッキー州レキシントンに近いジェントリー・ブラザーズ・ファームに13万ドルで転売されている。
1991年にはアメリカ競馬殿堂入りを果たした。
2008年8月、プリンセスルーニーは馬原虫性脊髄脳炎 (EPM) を患っていることが発覚する。投薬治療が行われたが症状は改善せず、10月8日に繋養先のジェントリーブラザーズファームで安楽死処分が施された。

### 競走成績
- 1982年（2歳）6戦6勝。フリゼットステークス（米G1）、ガーデニアステークス（米G2）
- 1983年（3歳）6戦5勝。アッシュランドステークス（米G2）、ケンタッキーオークス（米G1）
- 1984年（4歳）9戦6勝。ヴァニティ招待ハンデキャップ（米G1）、チューラヴィスタハンデキャップ（米G3）、スピンスターステークス（米G1）、ブリーダーズカップ・ディスタフ（米G1）

## 血統表
| プリンセスルーニーの血統（プリンスキロ系 / Nasrullah 4x4=12.50%、 Princequillo 4x5=9.38%、 Blue Larkspur 母内5x5=6.25%） | プリンセスルーニーの血統（プリンスキロ系 / Nasrullah 4x4=12.50%、 Princequillo 4x5=9.38%、 Blue Larkspur 母内5x5=6.25%） | プリンセスルーニーの血統（プリンスキロ系 / Nasrullah 4x4=12.50%、 Princequillo 4x5=9.38%、 Blue Larkspur 母内5x5=6.25%） | （血統表の出典）     | （血統表の出典） |
| 父 Verbatim 1965 黒鹿毛 アメリカ                                                                                         | 父の父Speak John 1958 鹿毛 アメリカ                                                                                      | Prince John | Princequillo         | Princequillo     |
| 父 Verbatim 1965 黒鹿毛 アメリカ                                                                                         | 父の父Speak John 1958 鹿毛 アメリカ                                                                                      | Prince John | Not Afraid           |                  |
| 父 Verbatim 1965 黒鹿毛 アメリカ                                                                                         | 父の父Speak John 1958 鹿毛 アメリカ                                                                                      | Nuit de Folies | Tornado              | Tornado          |
| 父 Verbatim 1965 黒鹿毛 アメリカ                                                                                         | 父の父Speak John 1958 鹿毛 アメリカ                                                                                      | Nuit de Folies | Folle Nuit           |                  |
| 父 Verbatim 1965 黒鹿毛 アメリカ                                                                                         | 父の母Well Kept 1958 鹿毛 アメリカ                                                                                       | Never Say Die | Nasrullah            | Nasrullah        |
| 父 Verbatim 1965 黒鹿毛 アメリカ                                                                                         | 父の母Well Kept 1958 鹿毛 アメリカ                                                                                       | Never Say Die | Singing Grass        |                  |
| 父 Verbatim 1965 黒鹿毛 アメリカ                                                                                         | 父の母Well Kept 1958 鹿毛 アメリカ                                                                                       | Bed o'Roses | Preciptic            | Preciptic        |
| 父 Verbatim 1965 黒鹿毛 アメリカ                                                                                         | 父の母Well Kept 1958 鹿毛 アメリカ                                                                                       | Bed o'Roses | Pasquinade           |                  |
| 母 Parrish Princess 1971 芦毛 アメリカ                                                                                   | 母の父Drone 1966 芦毛 アメリカ                                                                                           | Sir Gaylord | Turn-to              | Turn-to          |
| 母 Parrish Princess 1971 芦毛 アメリカ                                                                                   | 母の父Drone 1966 芦毛 アメリカ                                                                                           | Sir Gaylord | Somethingroyal       |                  |
| 母 Parrish Princess 1971 芦毛 アメリカ                                                                                   | 母の父Drone 1966 芦毛 アメリカ                                                                                           | Cap and Bells | Tom Fool             | Tom Fool         |
| 母 Parrish Princess 1971 芦毛 アメリカ                                                                                   | 母の父Drone 1966 芦毛 アメリカ                                                                                           | Cap and Bells | Ghazni               |                  |
| 母 Parrish Princess 1971 芦毛 アメリカ                                                                                   | 母の母Puzzesca 1962 アメリカ                                                                                             | Law and Order | Nasrullah            | Nasrullah        |
| 母 Parrish Princess 1971 芦毛 アメリカ                                                                                   | 母の母Puzzesca 1962 アメリカ                                                                                             | Law and Order | In Bloom             |                  |
| 母 Parrish Princess 1971 芦毛 アメリカ                                                                                   | 母の母Puzzesca 1962 アメリカ                                                                                             | Refurbish | Bold Venture         | Bold Venture     |
| 母 Parrish Princess 1971 芦毛 アメリカ                                                                                   | 母の母Puzzesca 1962 アメリカ                                                                                             | Refurbish | Renew F-No.1-x (1-s) |                  |